# Rosa von Praunheim
Rosa von Praunheim (właśc. Holger Bernhard Bruno Mischwitzky, ur. 25 listopada 1942 w Rydze jako Holger Radtke) – niemiecki reżyser i działacz na rzecz praw mniejszości seksualnych otwarcie przyznający się do homoseksualizmu.
Jest uważany za jedną z ważnych postaci postmodernistycznego filmu niemieckiego i jednego z najważniejszych filmowców i aktywistów LGBT na świecie. Ze swoim filmem dokumentalnym z 1970 roku, Nicht der Homosexuelle ist pervers, sondern die Situation, in der er lebt stał się inicjatorem ruchów w obronie gejów w Niemczech.

## Życiorys
Von Praunheim dorastał jako Mitschwitzky we wschodnim Berlinie. Wraz ze swoją rodziną uciekł w 1953 r. z Niemieckiej Republiki Demokratycznej do Republiki Federalnej Niemiec, najpierw do Nadrenii, a następnie do Frankfurtu nad Menem. Po tym, jak opuścił liceum humanistyczne we Frankfurcie, studiował w Werkkunstschule w Offenbach. Przeniósł się do Hochschule der Künste w Berlinie Zachodnim, gdzie studiował sztuki piękne, ale nie zrobił magisterium.
W latach 60. zadebiutował ze swoimi krótkometrażowymi filmami, jak Samuel Beckett (1969), przez które wkrótce stał się sławny. W połowie lat 60. przyjął pseudonim artystyczny „Rosa von Praunheim”, kombinację frankfurckiej dzielnicy Praunheim i „rosa” (niem. róż), odnoszącego się do różowego trójkąta, który musieli nosić homoseksualni więźniowie w obozach koncentracyjnych. W 1969 roku poślubił aktorkę Carlę Aulaulu, z którą rozwiódł się po dwóch latach. W tym samym roku, wydając swój film dokumentalny Nicht der Homosexuelle ist pervers, sondern die Situation, in der er lebt spowodował powstanie kilku organizacji walczących o prawa mniejszości seksualnych.
10 grudnia 1991 Praunheim wywołał w Niemczech skandal, gdy publicznie powiedział o homoseksualizmie prezentera Alfreda Biolka, komika Hape Kerkelinga i mylnie aktora Götza George w programie telewizyjnym Explosiv – Der heiße Stuhl. Po programie kilkanaście sławnych osób zdecydowało się na coming out.
W 1979 roku Praunheim otrzymał Deutscher Filmpreis za Tally Brown, New York, film dokumentalny o aktorce i piosenkarce Tally Brown, natomiast w 1999 roku Robert-Geisendörfer-Preis za Wunderbares Wrodow, opowiadający o ludziach żyjących w niemieckiej wiosce.
W ciągu 30 lat Praunheim nakręcił więcej niż 50 filmów. Poza homoseksualnością, ich tematami były starsze, aktywne kobiety (np. Evelyn Künneke i Lotti Huber) i od późnych lat 90. zapobieganie AIDS.
Do roku 2006 Rosa von Praunheim uczył reżyserii w Hochschule für Film und Fernsehen (HFF) w Poczdamie-Babelsbergu.

## Wybrana filmografia
- 1969: Schwestern der Revolution
- 1970: Die Bettwurst
- 1970: Nicht der Homosexuelle ist pervers, sondern die Situation, in der er lebt
- 1973: Berliner Bettwurst
- 1973: Axel von Auersperg
- 1972-76: Armee der Liebenden oder Aufstand der Perversen
- 1980: Rote Liebe
- 1981: Unsere Leichen leben noch
- 1983: Stadt der verlorenen Seelen
- 1984: Horror vacui
- 1985: Ein Virus kennt keine Moral
- 1987: Anita – Tänze des Lasters
- 1989: Überleben in New York
- 1992: Ich bin meine eigene Frau
- 1995: Neurosia – 50 Jahre pervers
- 1999: Der Einstein des Sex
- 1999: Can I Be Your Bratwurst, Please?
- 1999: Wunderbares Wrodow
- 2001: Tunten lügen nicht
- 2002: Kühe vom Nebel geschwängert
- 2002: Pfui Rosa!
- 2005: Dein Herz in meinem Hirn

## Nagrody
- Nagroda na MFF w Berlinie Nagroda Teddy: 1990 Schweigen = Tod